# Trinitat Rius i Torres
Trinitat Rius i Torres (castellà: Trinidad Rius i Torres)  (Barcelona, 4 de desembre de 1868 - Barcelona, 19 de gener de 1920) fou un empresari i polític català.

## Biografia
Era fill de Jaume Rius i Lladó, comerciant natural de Granollers, i de Dolors Torres i Planas, natural de Barcelona. Es va casar amb Trinitat Fabra i Alcaín. Havia estat comerciant navilier i diputat pel districte de Mataró a les eleccions generals espanyoles de 1899 amb el Partit Conservador, i a les eleccions generals espanyoles de 1903 i 1907 per la Lliga Regionalista, les darreres dins les llistes de la Solidaritat Catalana.
Amb altres empresaris barcelonins, el 3 de maig de 1907 va constituir la Mutua General de Seguros per tal de practicar el mutualisme no sols als obrers sinó també als empresaris. El 1912 va constituir la Compañía Española del Fomento de África per a establir dipòsits comercials al Protectorat Espanyol al Marroc.